# When the Sun Falls on My Feet
When the Sun Falls on My Feet är Starlets andra studioalbum, utgivet 23 april 2002 på skivbolaget Labrador.

## Låtlista
1. "Malmö"
2. "With Sand in My Eyes"
3. "When the Sun Falls on My Feet"
4. "Make That Stone Beat Like a Heart Again"
5. "Not Alone"
6. "Sunshine"
7. "To Sleep This Evil Day Away"
8. "And How It Breaks"
9. "Christine"
10. "Stop and Let It Go"

## Mottagande
Musiklandet gav betyget 4/5 och Nöjesguiden 3/5.

### Fotnoter
1. ↑  ”When the Sun Falls on My Feet”. Discogs. http://www.discogs.com/Starlet-When-The-Sun-Falls-On-My-Feet/release/2947331. Läst 1 mars 2012.
2. ↑  ”Starlet”. Kritiker.se. http://kritiker.se/skivor/recension/?skiva=Starlet__-__When_Sun_Falls_On_My_Feet. Läst 1 mars 2012.